# Młynok (rejon dobruski)
Młynok (biał. i ros. Млынок; hist. pol. Osadym, do 15 września 1946 r. – ros. Осодым, Osodym) – dawna wieś na Białorusi, w obwodzie homelskim, w rejonie dobruskim.
W wyniku katastrofy w Czarnobylskiej Elektrowni Jądrowej i skażenia promieniotwórczego mieszkańcy wsi zostali przesiedleni.
Wieś została oficjalnie zlikwidowana w 2011 roku.